# Chuột xạ đỏ tí hon
Chuột xạ đỏ tí hon, tên khoa học Crocidura hirta, là một loài động vật có vú trong họ Chuột chù, bộ Soricomorpha. Loài này được Peters mô tả năm 1852. Chúng được tìm thấy ở Angola, Botswana, Cộng hòa Dân chủ Congo, Malawi, Mozambique, Namibia, Nam Phi, Swaziland, Tanzania, Zambia, và Zimbabwe.